# Elivågor 2

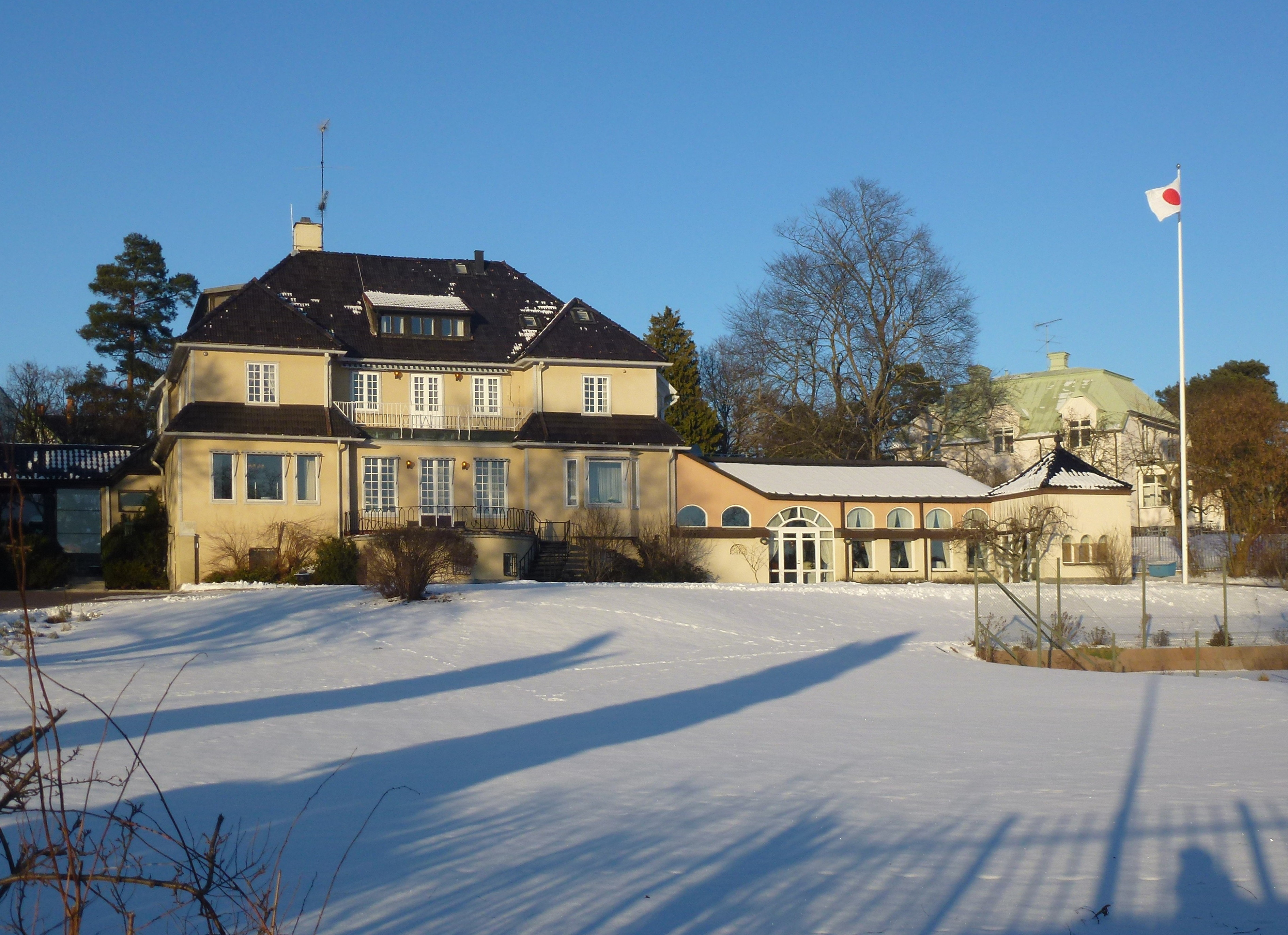
Strandvägen 33, Djursholm, januari 2014.

Elivågor 2 är en villafastighet i kvarteret Elivågor vid Strandvägen 33 i Djursholm, Danderyds kommun. Villan uppfördes 1906-1907 efter ritningar av arkitekt Karl Güettler och klassades år 2003 som "omistligt" i en byggnadsinventering av Danderyds kommun.

## Byggnadsbeskrivning
Marken där villan byggdes är en stor, lätt sluttande trädgårdstomt som ursprungligen begränsades mot norr av Djursholmsbanans järnvägsspår. Mot syd har man utsikt över Samsöviken. Här uppfördes tre byggnader: huvudbyggnad, chaufförbostad och en stuga. En av byggherrarna var direktör Ivan Lublin som, tillsammans med sin bror Arvid, var VD och delägare i Aktiebolaget Stockholms Skofabrik.
Arkitektuppdraget gick till Karl Güettler som själv var bosatt i Djursholm. Han gestaltade huvudbyggnaden i neoklassicism med bland annat karyatider som bär upp entrén och som skapades av skulptören Ninnan Santesson. Villan har två våningar och är uppförd i en stomme av trä på en sockel av kvaderhuggen sten. Fasaderna är reveterade och pustade samt avfärgade i ljus grågul kulör. Det valmade sadeltaket är idag täckt av svart taktegel. Mot öst anslutar en loggia som omger en bassäng, tidigare fanns här även ett vattenspel.
Vid kommunens byggnadsinventering i januari 1973 var interiören väl bevarad. Av intresse är bland annat flera takdekorationer utförda av konstnären Axel Nilsson och en öppen spis i granit smyckat med ett barnporträtt utfört av Ninnan Santesson. Vid inventeringen 1973 ägdes fastigheten av ASEA. Idag nyttjas villan som residens av  Japans ambassadör i Stockholm.